# Куликово (Волоколамский район)
Куликово — деревня в Волоколамском районе Московской области России, входит в состав сельского поселения Спасское. Население — 5 чел. (2010).

## География
Деревня Куликово расположена на западе Московской области, в южной части Волоколамского района, примерно в 10 км к юго-востоку от города Волоколамска, на левом берегу впадающей в Рузу реки Волошни. Ближайшие населённые пункты — деревни Таболово, Власьево и Судниково.

## Население
| 1859 | 1890 | 1899 | 1926 | 2002 | 2006 | 2010 |
| ---- | ---- | ---- | ---- | ---- | ---- | ---- |
| 49   | ↘33  | ↘13  | ↗104 | ↘0   | →0   | ↗5   |

## История
В «Списке населённых мест» 1862 года — владельческая деревня 1-го стана Рузского уезда Московской губернии на просёлочной дороге между Волоколамским и Воскресенским трактами, в 25 верстах от уездного города, при колодцах, с 11 дворами и 49 жителями (22 мужчины, 27 женщин).
По данным на 1890 год — деревня Судниковской волости Рузского уезда с 33 душами населения.
В 1913 году — 12 дворов.
По материалам Всесоюзной переписи населения 1926 года — деревня Таболовского сельсовета Судниковской волости Волоколамского уезда в 10 км от Осташёвского шоссе и 12 км от станции Волоколамск Балтийской железной дороги. Проживало 104 жителя (42 мужчины, 62 женщины), насчитывалось 19 крестьянских хозяйств.
С 1929 года — населённый пункт в составе Волоколамского района Московского округа Московской области. Постановлением ЦИК и СНК от 23 июля 1930 года округа как административно-территориальные единицы были ликвидированы.
1929—1939, 1957—1963, 1965—1973 гг. — деревня Таболовского сельсовета Волоколамского района.
1939—1957 гг. — деревня Таболовского сельсовета Осташёвского района.
1963—1965 гг. — деревня Таболовского сельсовета Волоколамского укрупнённого сельского района.
1973—1994 гг. — деревня Судниковского сельсовета Волоколамского района.
1994—2006 гг. — деревня Судниковского сельского округа Волоколамского района.
С 2006 года — деревня сельского поселения Спасское Волоколамского муниципального района Московской области.